# Kembaran (Kembaran)
Kembaran is een bestuurslaag in het regentschap Banyumas van de provincie Midden-Java, Indonesië. Kembaran telt 5263 inwoners (volkstelling 2010).